# Macna rufus
Macna rufus är en fjärilsart som beskrevs av Bethune-Baker 1908. Macna rufus ingår i släktet Macna och familjen mott. Inga underarter finns listade i Catalogue of Life.